# Classe Astute
A Classe Astute é a mais recente classe de submarinos de propulsão nuclear a serviço da marinha de guerra do Reino Unido. Foi construído para ser o submarino padrão da Marinha Real britânica, extremamente avançado tecnologicamente com sofisticados sistemas de armas e comunicação e ainda capacidades stealth. As embarcações estão sendo construidos pela empresa BAE Systems, em Barrow-in-Furness. Sete submarinos deste tipo serão construídos (dois já estão no serviço ativo). O primeiro da classe a ser completado, o Astute, foi lançado ao mar em 2007 e oficialmente comissionado em 2010. O segundo, o Ambush, entrou em serviço em março de 2013. O terceiro, o Artful, foi comissionado em 2016, o quarto, o HMS Audacious, foi colocado em serviço em 2020, e o quinto, o HMS Anson, que foi lançado ao mar em 2022.